# 杭剧
杭剧又称武林调、武林班，是中国戏曲剧种之一，发源于浙江省杭州地区，曾流行于杭州及其周边的嘉兴、湖州等地。杭剧的代表作品有《银瓶》、《李慧娘》等。1923年，杭剧正式成形并演出。所唱曲调有“平板”、“大陆调”、“游魂调”、“大经调”、“小经调”、“杭州摊簧”。2005年5月，杭剧列入浙江省第一批非物质文化遗产名录。